# تلیش‌لی
تلیش‌لی (به ترکی آذربایجانی: Telişli) یک منطقه مسکونی در جمهوری آذربایجان است که در شهرستان ایمیشلی واقع شده است. تلیش‌لی ۷۸۹ نفر جمعیت دارد.